# Legislatura Estatal de Arizona
La Legislatura Estatal de Arizona (en inglés: Arizona State Legislature) es la legislatura estatal (órgano encargado del Poder legislativo) del estado de Arizona, en Estados Unidos. Es una legislatura bicameral que consta de una cámara baja, la Cámara de Representantes y una cámara alta, el Senado. Compuesto por 90 legisladores, la legislatura estatal se reúne en el Capitolio del Estado de Arizona, ubicado en la capital del estado, Phoenix. Creada por la Constitución de Arizona al convertirse en estado en 1912, la Legislatura Estatal de Arizona se reunió cada dos años hasta 1950. En la actualidad, se reúnen anualmente.
Los distritos electorales de Arizona son diferentes a la mayoría de los estados de EE. UU. El estado está dividido en 30 distritos legislativos, cada uno de los cuales elige un senador y dos representantes. Los legisladores tienen un mandato limitado a ocho años consecutivos en el cargo, pero pueden postularse nuevamente después de dos años o postularse para otra casa que no sea aquella en la que sirven.

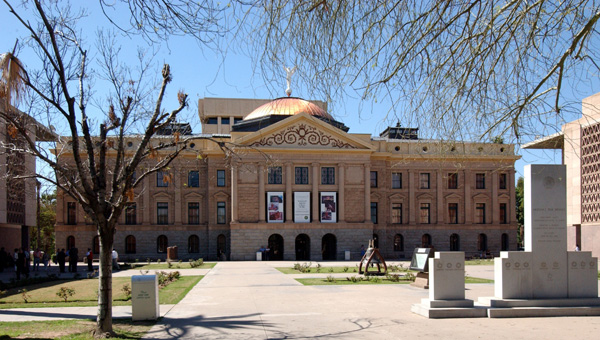
Los terrenos del Capitolio del Estado de Arizona en Phoenix

## Historia

### Pre-estadidad
El Congreso formó el Territorio de Nuevo México en 1850 que consistía en los territorios de lo que ahora es Arizona al norte del río Gila, junto con lo que ahora es Nuevo México, partes de Colorado y Nevada . En 1853, el territorio se expandió bajo el acuerdo de compra de Gadsden en casi 30,000 millas cuadradas de tierra al sur del río Gila en Arizona, formando el límite actual del estado con México .  En 1863, el presidente Abraham Lincoln firmó la Ley Orgánica de Arizona creando el Territorio de Arizona . En 1864, la Primera Legislatura Territorial se reunió en Prescott, la primera capital del territorio.  La capital se trasladó de Prescott a Tucson y de regreso a Prescott antes de establecerse permanentemente en Phoenix en 1889. 

### Primeros años como estado
El 20 de junio de 1910, el presidente William Howard Taft firmó la Ley de habilitación, que permite que el territorio de Arizona celebre una convención constitucional . Los delegados electos de Arizona se reunieron en Phoenix en el capitolio territorial el 10 de octubre de 1910 para redactar la Constitución de Arizona . Aunque se rechazaron las disposiciones constitucionales para la prohibición y el sufragio femenino, los votantes agregaron ambos dentro de los tres años de la estadidad.  La nueva constitución fue ratificada por los votantes el 9 de febrero de 1911, y la condición de estado de Arizona tuvo lugar el 14 de febrero de 1912, después de eliminar una disposición para destituir a los jueces que provocó un veto inicial del presidente Taft. Unos meses más tarde, ilustrando la racha independiente de Arizona, los votantes restablecieron la disposición que permite la revocación de los jueces. 
La Primera Legislatura de Arizona tenía 19 senadores estatales y 35 representantes estatales y se reunió el 18 de marzo de 1912. La Legislatura se reunió cada dos años hasta 1950, cuando una enmienda constitucional dispuso sesiones anuales. 

## Proceso legislativo
La Legislatura Estatal de Arizona es responsable de hacer leyes en el estado de Arizona . El primer paso en el proceso legislativo es la redacción de un proyecto de ley. Primero, los legisladores deben presentar una solicitud de proyecto de ley al personal del consejo legislativo. Además, un legislador electo puede presentar una solicitud de proyecto de ley o los ciudadanos privados pueden obtener la autorización de un legislador para usar el nombre del legislador antes de dar instrucciones al personal del consejo legislativo.  El personal del consejo legislativo entrega un proyecto de ley al patrocinador o solicitante y, si se le indica, preparará el proyecto de ley para su presentación. 
Los proyectos de ley se someten a tres o cuatro lecturas durante el proceso legislativo. Después de la primera lectura, se asignan a comisión. Los comités pueden modificar medidas o mantener la legislación y evitar que avance. Una vez que se completa la acción del comité, el proyecto de ley se somete a una segunda audiencia y una tercera audiencia, que ocurre justo antes de la votación en el piso. Luego, el proyecto de ley se envía a la cámara legislativa opuesta para su consideración. Si se aprueba, sin enmiendas, se envía al gobernador. Sin embargo, si hay una enmienda, el Senado puede reconsiderar el proyecto de ley con enmiendas o solicitar el establecimiento de un comité de conferencia para resolver las diferencias en las versiones del proyecto de ley aprobadas por cada cámara. Una vez que una ley aprobada por ambas cámaras se envía al gobernador, puede ser firmada o vetada. Si se firma, entra en vigor en la fecha de vigencia de la legislación. Si es vetado, los legisladores pueden anular el veto con una mayoría de tres quintos en ambas cámaras. 
Alternativamente, en lugar de presentar la medida al Gobernador, la Legislatura puede ordenar que se presente al pueblo. Si la medida es aprobada por el pueblo, el Gobernador no tiene poder para vetarla, y la Legislatura no puede derogarla, y no puede enmendarla a menos que la legislación de enmienda promueva los propósitos de dicha medida y al menos tres cuartas partes de los miembros de cada cámara de la Legislatura, mediante lista de votos a favor y en contra, votan para enmendar dicha medida.

## Afiliación

### Distritos
Hay 30 distritos legislativos en Arizona, cada uno de los cuales es una circunscripción de varios miembros. Cada distrito elige un senador estatal y dos representantes estatales por un período de dos años. La combinación de distritos de la cámara alta y baja en una sola circunscripción se conoce como anidamiento y se encuentra en solo siete legislaturas estatales de EE. UU.: Arizona, Idaho, Maryland, Nueva Jersey, Dakota del Norte, Dakota del Sur y Washington .

### Límites de plazo
Según el artículo 4, parte 2, sección 21 de la Constitución de Arizona, los miembros de la Legislatura de Arizona cumplen mandatos de dos años y los legisladores están sujetos a límites de mandato . Los miembros solo pueden cumplir cuatro mandatos consecutivos (u ocho años) en cada cámara; sin embargo, una vez que cumplen con el límite, los exmiembros son reelegibles para la elección después de un respiro de 2 años.  Los miembros que tienen un mandato limitado en una cámara con frecuencia buscan ser elegidos para otros puestos dentro del estado.